# インメルマンターン

インメルマンターン

インメルマンターン（Immelmann turn）とは、航空機のマニューバの一つである。ピッチアップによる180度ループ、180度ロールを順次、あるいは連続的に行うことで、縦方向にUターンする空戦機動を指す。
これにより高度が上がり、進行方向と機体の方向はともに水平方向に逆向きになる。
第一次世界大戦初期に活躍したドイツのエース・パイロット、マックス・インメルマンが世界で最初に行ったことから、この名で呼ばれている。日本語では、インメルマン旋回とも呼ばれている。主に自機の進行方向と反対方向へ通り過ぎた敵機を追跡する際に用いられる。実際に当時インメルマンが実施した時点ではピッチアップ中に失速するようなものだったと伝えられている。
充分に速度が出ている状態で行わなければ180度ループの最中に失速してしまうため、速度が充分でないと実施できない。この速度閾値は機体や状況により異なり、機体によっては背面飛行が出来ないため、ループが完了する前にロールを開始する必要がある場合もある。もちろん背面飛行ができる場合でも、厳密に180度ループが完了してから180度ロールを行う必要はない。
ロールを先に行ったのちにピッチアップでループする、下向きUターンを行う機動はスプリットSと呼ぶ。